# معتمدية طينة

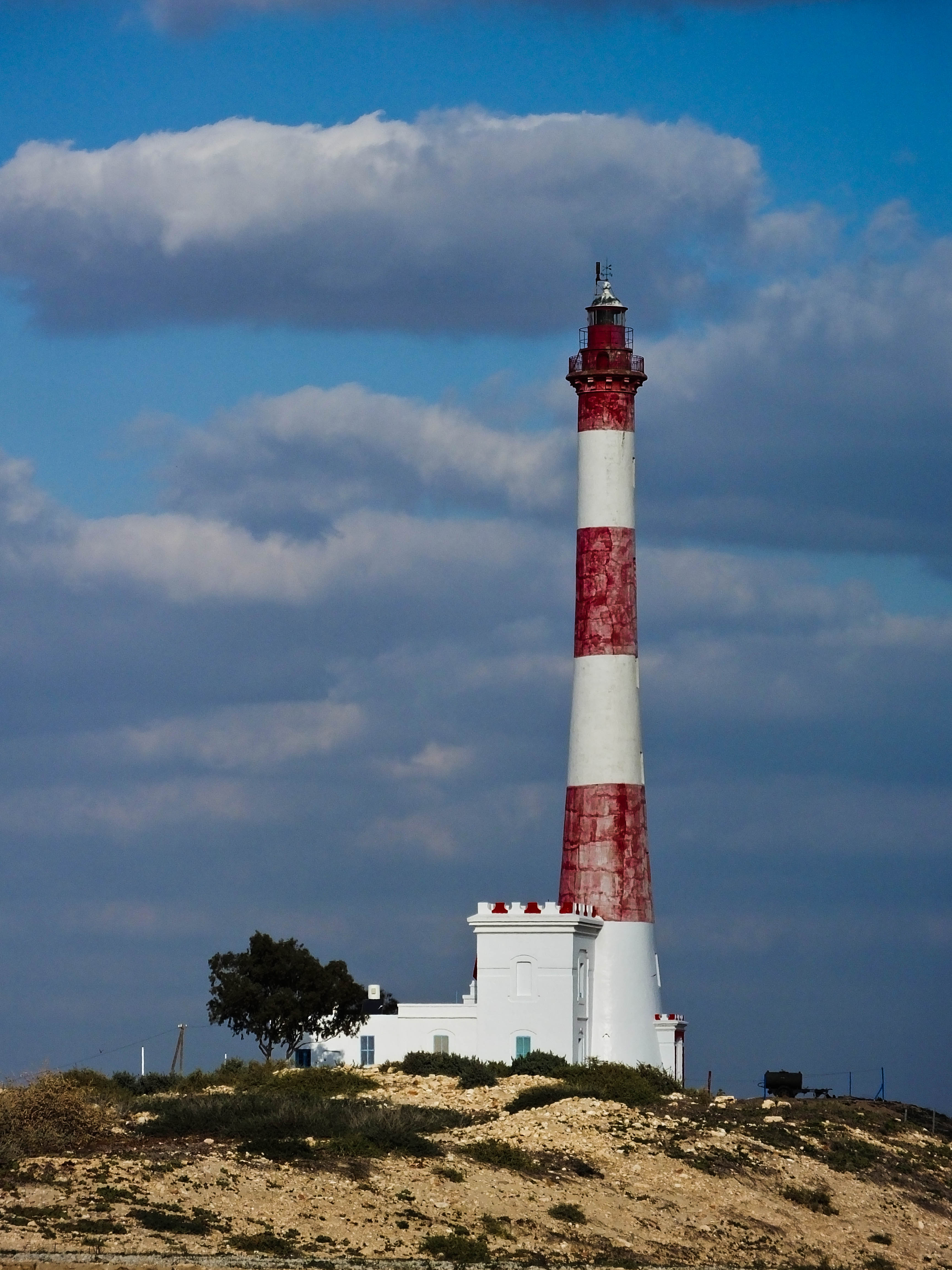
(ناظور طينة) شعار المعتمدية.

معتمدية طينة إحدى معتمديات الجمهورية التونسية، تابعة لولاية صفاقس. وتبعد عن وسط المدينة حوالي 5 كلم. تحتوي على الموقع الاثري بطينة ومطار صفاقس طينة الدولي.

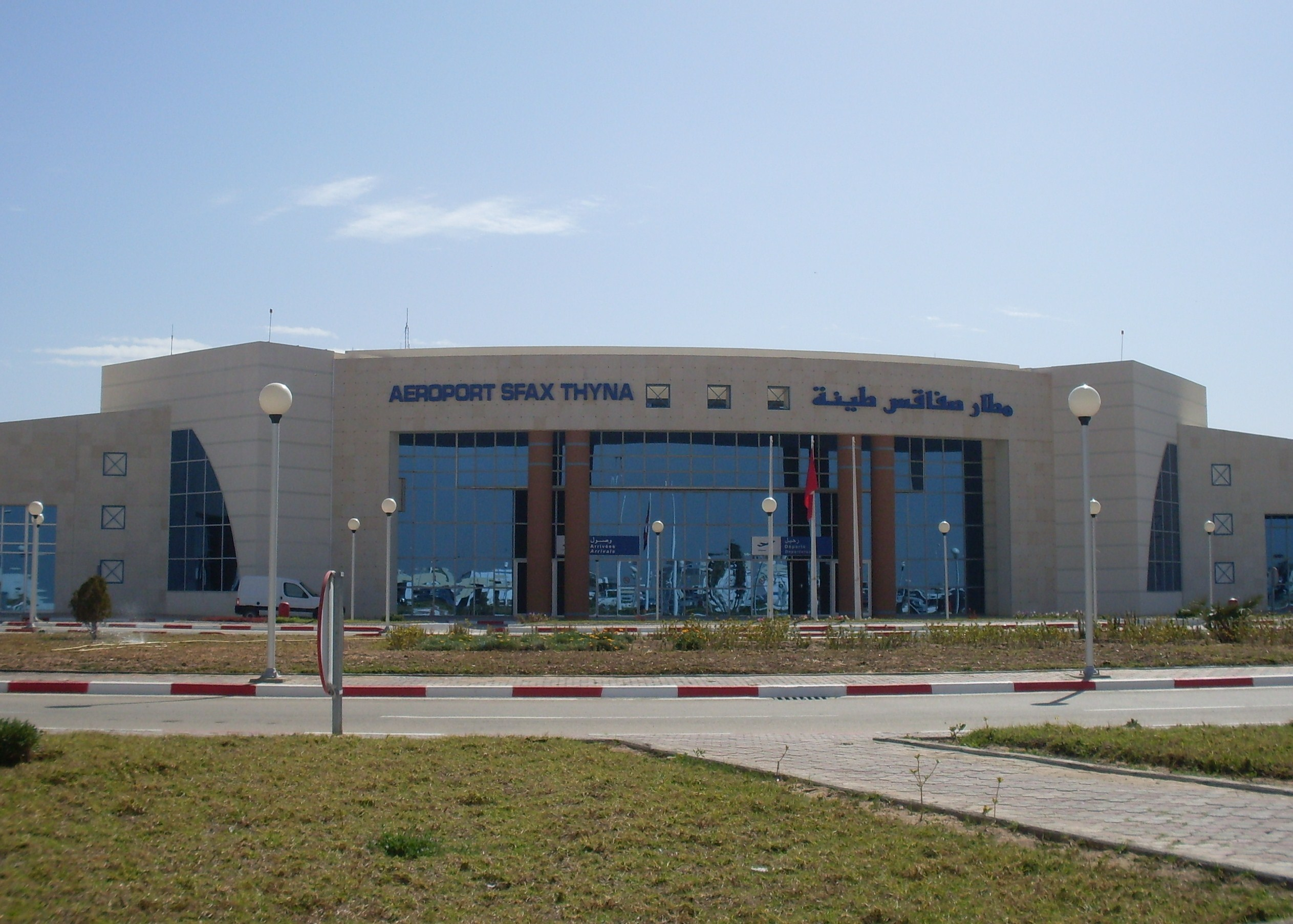
مطار صفاقس طينة الدولي